# Willey Point
Der Willey Point ist eine markante, felsige Landspitze in der antarktischen Ross Dependency. In den Marshall Mountains der Königin-Alexandra-Kette markiert sie als Ausläufer des Gealy Spur die Südseite der Einmündung des Berwick-Gletschers in die Westflanke des Beardmore-Gletschers.
Das Advisory Committee on Antarctic Names benannte sie 1966 nach Francis J. Willey III., einem Meteorologen des United States Antarctic Research Program und 1963 Leiter der meteorologischen Abteilung der am Kap Hallett gelegenen Forschungsstation.